# ثري برذرز
ثري برذرز (بالإنجليزية: Three Brothers)‏ هو فيلم حرب تم إنتاجه في الولايات المتحدة وصدر في سنة 1944. الفيلم من إخراج فريز فريلينغ.

## بطولة
- ميل بلانك

## روابط خارجية
- ثري برذرز على موقع IMDb (الإنجليزية)
- ثري برذرز على موقع قاعدة بيانات الفيلم (الإنجليزية)
- ثري برذرز على موقع ليتربوكسد (الإنجليزية)
- ثري برذرز على موقع كينوبويسك (الروسية)